# ارنست وایس
ارنست وایس (آلمانی: Ernst Weiss; ۲۸ اوت ۱۸۸۲ – ۱۵ ژوئن ۱۹۴۰) نویسنده و پزشک یهودی اهل اتریش بود.
از افتخارات وی میتوان به کسب مدال نقره آثار حماسی در بخش مسابقات هنری بازی‌های المپیک تابستانی ۱۹۲۸ اشاره کرد.